# Samuel Maharero

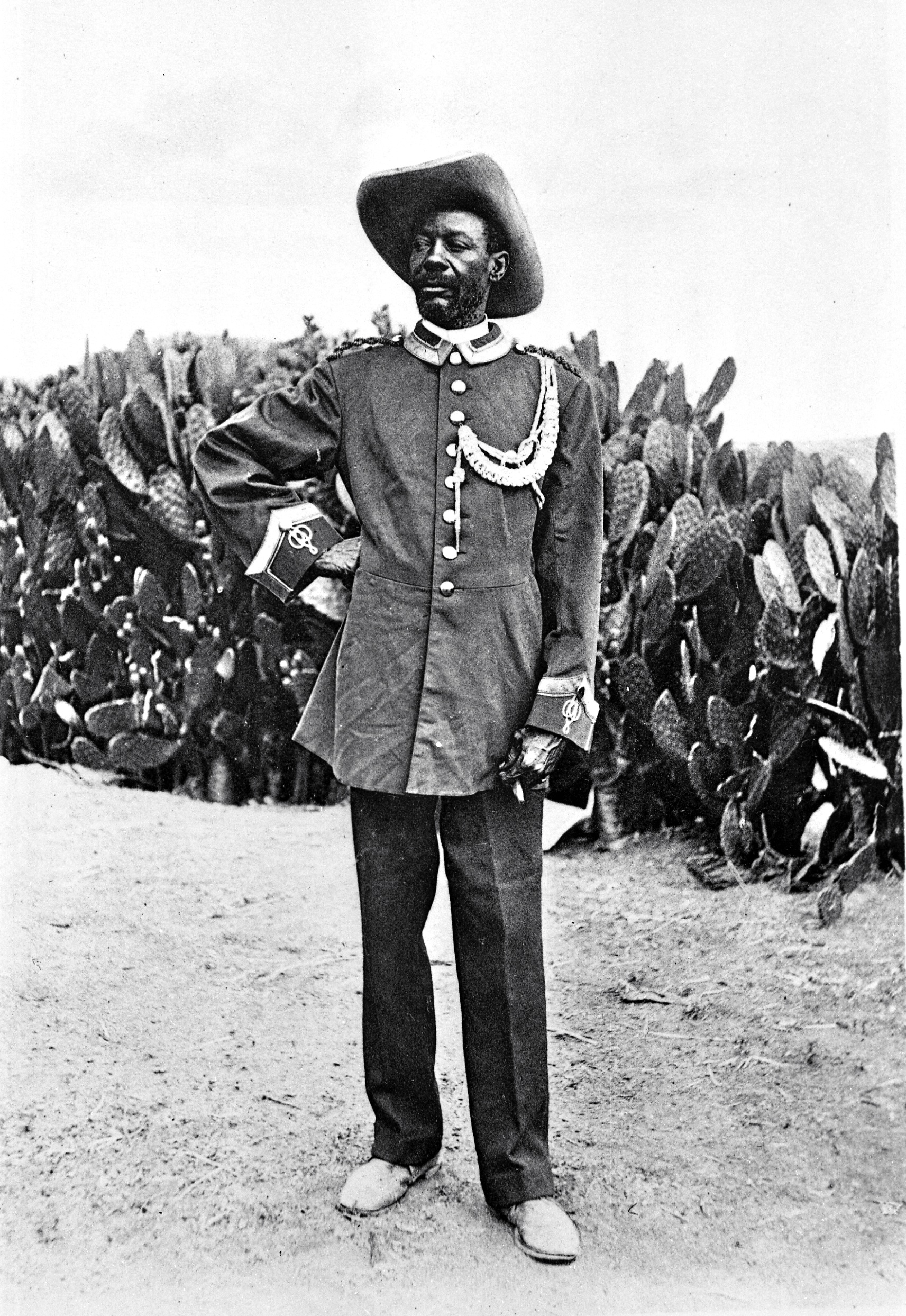
Samuel Maharero

Samuel Maharero (1856 - Serowe (Botswana), 14 maart 1923) was een leider van de Ovaherero in het huidige Namibië. 
Maharero was leider van zijn volk tijdens de opstand tegen de Duitse kolonisator, een periode die nu veelal met de Namibische Genocide wordt aangeduid.
Maharero stond aanvankelijk op goede voet met de nieuwkomers uit Duitsland en onderhield goede betrekkingen met de Duitse gouverneur Theodor Leutwein. Met hulp van de Duitsers werd er een vredesakkoord met de Nama van Hendrik Witbooi getekend waardoor er een voorlopig einde kwam aan de vele gevechten tussen beide Namibische volken. Ondertussen zag Maharero echter met lede ogen aan dat de Ovaherero meer en meer weidegrond aan de Duitsers kwijtraakten in ruil voor goederen en drank. Zelf maakte Maharero net als de andere Hereroleiders ook schulden en werd de druk op hem groter om hier tegenin te gaan.

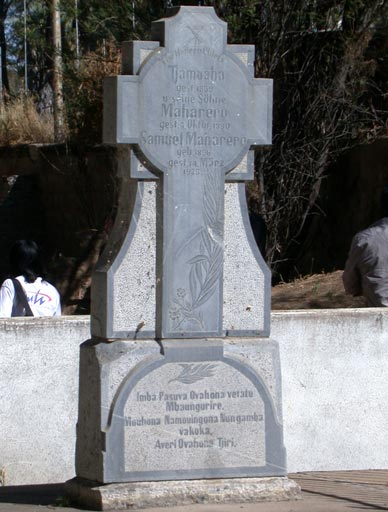
Het Maharero-monument op het graf van Samuel Maharero

Op 12 januari 1904 gaf Maherero opdracht om farms van Duitse kolonisten aan te vallen. Aan Duitse zijde vielen slachtoffers en vele koeien werden buitgemaakt. In het daarop volgende jaar werden vele gevechten tussen de Duitse Schutztruppen en de Herero's uitgevochten. Veelal vonden deze gevechten plaats in de buurt van waterplaatsen en trokken de Hererostrijders zich terug in de omgeving van de Waterberg. Uiteindelijk werden Maherero en zijn strijders op 11 augustus 1904 definitief verslagen bij dezelfde Waterberg.
De overgebleven Ovaherero vluchtten hierna de Kalahariwoestijn in. Velen stierven in de droge woestijn van uitputting, honger en dorst. Het lukte Maharero met slechts een klein deel van zijn bevolking de grens met het Britse Bechuanaland, het huidige Botswana, over te steken. Hij kreeg asiel van de Britten en stierf als zovelen van zijn volksgenoten in ballingschap.
Hij is herbegraven in Okahandja. Elk jaar op 26 augustus komen de Ovaherero daar samen om hun voorouders te gedenken.